# Chūlak-e Qabānūrī
Chūlak-e Qabānūrī (persiska: چولَك, چولَك قَپانوری, Chūlak, چولک قبانوری) är en ort i Iran.   Den ligger i provinsen Hamadan, i den nordvästra delen av landet, 300 km sydväst om huvudstaden Teheran. Chūlak-e Qabānūrī ligger 1 548 meter över havet och antalet invånare är 456.
Terrängen runt Chūlak-e Qabānūrī är platt åt sydväst, men åt nordost är den kuperad.Runt Chūlak-e Qabānūrī är det ganska tätbefolkat, med 124 invånare per kvadratkilometer. Närmaste större samhälle är Nahāvand, 8,4 km sydost om Chūlak-e Qabānūrī. Trakten runt Chūlak-e Qabānūrī består till största delen av jordbruksmark.